# Долгино
Долгино — деревня в Троицком административном округе Москвы  (до 1 июля 2012 года была в составе Наро-Фоминского района Московской области). Входит в состав поселения Новофёдоровское.
Название, предположительно, произошло от некалендарного личного имени Долгий.

## Население
| 1852 | 1859 | 1899 | 1926 | 2002 | 2006 | 2010 |
| ---- | ---- | ---- | ---- | ---- | ---- | ---- |
| 116  | ↘111 | ↗118 | ↗245 | ↘0   | →0   | →0   |

## География
Деревня Долгино находится в северо-западной части Троицкого административного округа, у границы с Наро-Фоминским районом, примерно в 20 км к западу от центра города Троицка, на левом безымянном притоке реки Пахры.
В 5 км к северо-западу проходит Киевское шоссе М3, в 16 км к юго-востоку — Калужское шоссе А130, в 5 км к северо-востоку — Московское малое кольцо А107. Деревня окружена лесами. Ближайший населённый пункт — деревня Алымовка.

## История
В середине XIX века деревня Долгино относилась ко 2-му стану Верейского уезда Московской губернии и принадлежала ротмистру Карееву А. В., в деревне было 16 дворов, крестьян 60 душ мужского пола и 56 душ женского.
В «Списке населённых мест» 1862 года — владельческая деревня по левую сторону 2-го Подольского тракта (от Новокалужского тракта к границе Подольского уезда), в 50 верстах от уездного города и 17 верстах от становой квартиры, при протоке, с 17 дворами и 111 жителями (54 мужчины, 57 женщин).
По данным на 1899 год — деревня Рудневской волости Верейского уезда с 118 жителями.
В 1913 году — 38 дворов.
По материалам Всесоюзной переписи населения 1926 года — центр Долгинского сельсовета Петровской волости Звенигородского уезда Московской губернии в 9,6 км от Можайского шоссе и 6,4 км от разъезда № 13 Киево-Воронежской железной дороги, проживало 245 жителей (109 мужчин, 136 женщин), насчитывалось 49 крестьянских хозяйств, имелась школа 1-й ступени.
1929—1963, 1965—2012 гг. — населённый пункт в составе Наро-Фоминского района Московской области.
1963—1965 гг. — в составе Звенигородского укрупнённого сельского района Московской области.